# Shak Kam Ching
Shak Kam Ching (chinesisch 石錦清 / 石锦清, Pinyin Shí Jǐnqīng; * 20. Mai 2001) ist ein chinesischer Sprinter, der international für Hongkong startet.

## Sportliche Laufbahn
Erste Erfahrungen bei internationalen Wettbewerben sammelte Shak Kam Ching im Jahr 2023, als er bei den Hallenasienmeisterschaften in Astana in 6,65 s die Silbermedaille im 60-Meter-Lauf hinter Imranur Rahman aus Bangladesch gewann. Im Juli schied er dann bei den Asienmeisterschaften in Bangkok mit 10,57 s im Halbfinale im 100-Meter-Lauf aus. Im August schied er bei den World University Games in Chengdu mit 10,69 s in der Vorrunde über 100 Meter aus und verpasste mit der Hongkonger 4-mal-100-Meter-Staffel mit 40,58 s den Finaleinzug. Ende September kam er bei den Asienspielen in Hangzhou mit 10,55 s und 21,99 s jeweils nicht über den Vorlauf über 100 und 200 Meter aus.
In den Jahren 2021 und 2022 wurde Shak Hongkonger Meister im 200-Meter-Lauf sowie 2021 auch über 100 Meter.

## Persönliche Bestleistungen
- 100 Meter: 10,38 s (+1,5 m/s), 28. November 2022 in Pathum Thani
  - 60 Meter (Halle): 6,65 s, 11. Februar 2023 in Astana
- 200 Meter: 21,07 s (+1,9 m/s), 29. November 2022 in Pathum Thani